# Liste des épisodes de Monogatari
Cet article est un complément de l’article sur la série de light novel Monogatari. Il contient la liste des épisodes des différentes adaptations en anime.

## Vue d'ensemble
|  | Saisons                                  | Épisodes | Dates de diffusion                                   |
|  | ---------------------------------------- | -------- | ---------------------------------------------------- |
|  | Bakemonogatari                           | 15       | 3 juillet 2009 – 25 juin 2010                        |
|  | Nisemonogatari                           | 11       | 7 janvier 2012 – 17 mars 2012                        |
|  | Nekomonogatari (Noir)                    | 4        | 31 décembre 2012                                     |
|  | Monogatari : Seconde saison              | 26       | 6 juillet 2013 – 28 décembre 2013                    |
|  | Hanamonogatari                           | 5        | 16 août 2014                                         |
|  | Tsukimonogatari                          | 4        | 31 décembre 2014                                     |
|  | Owarimonogatari                          | 13       | 3 octobre 2015 – 19 décembre 2015                    |
|  | Koyomimonogatari                         | 12       | 10 janvier 2016 – 27 mars 2016                       |
|  | Kizumonogatari                           | 3 films  | 8 janvier 2016 – 6 janvier 2017                      |
|  | Owarimonogatari II                       | 7        | 12 août 2017 – 13 août 2017                          |
|  | Zoku Owarimonogatari                     | 6        | 10 novembre 2018 (cinéma) 18 mai 2019 – 22 juin 2019 |
|  | Monogatari Series : Off & Monster Season | 15       | 6 juillet 2024 – 19 octobre 2024                     |

## Liste des épisodes

### Bakemonogatari
| No | Titre français              | Titre japonais        | Titre japonais           | Date de 1re diffusion |
| No | Titre français              | Kanji                 | Rōmaji                   | Date de 1re diffusion |
| -- | --------------------------- | --------------------- | ------------------------ | --------------------- |
| 01 | Hitagi Crab, Partie une     | ひたぎクラブ 其の壹   | Hitagi Kurabu Sono Ichi  | 3 juillet 2009        |
| 02 | Hitagi Crab, Partie deux    | ひたぎクラブ 其の貳   | Hitagi Kurabu Sono Ni    | 10 juillet 2009       |
| 03 | Mayoi Snail, Partie une     | まよいマイマイ 其ノ壹 | Mayoi Maimai Sono Ichi   | 17 juillet 2009       |
| 04 | Mayoi Snail, Partie deux    | まよいマイマイ 其ノ貳 | Mayoi Maimai Sono Ni     | 24 juillet 2009       |
| 05 | Mayoi Snail, Partie trois   | まよいマイマイ 其ノ參 | Mayoi Maimai Sono San    | 31 juillet 2009       |
| 06 | Suruga Monkey, Partie une   | するがモンキー 其ノ壹 | Suruga Monkī Sono Ichi   | 8 août 2009           |
| 07 | Suruga Monkey, Partie deux  | するがモンキー 其ノ貮 | Suruga Monkī Sono Ni     | 21 août 2009          |
| 08 | Suruga Monkey, Partie trois | するがモンキー 其ノ參 | Suruga Monkī Sono San    | 28 août 2009          |
| 09 | Nadeko Snake, Partie une    | なでこスネイク 其ノ壹 | Nadeko Suneiku Sono Ichi | 4 septembre 2009      |
| 10 | Nadeko Snake, Partie deux   | なでこスネイク 其ノ貮 | Nadeko Suneiku Sono Ni   | 11 septembre 2009     |
| 11 | Tsubasa Cat, Partie une     | つばさキャット 其ノ壹 | Tsubasa Kyatto Sono Ichi | 18 septembre 2009     |
| 12 | Tsubasa Cat, Partie deux    | つばさキャット 其ノ貮 | Tsubasa Kyatto Sono Ni   | 25 septembre 2009     |
| 13 | Tsubasa Cat, Partie trois   | つばさキャット 其ノ參 | Tsubasa Kyatto Sono San  | 3 novembre 2009       |
| 14 | Tsubasa Cat, Partie quatre  | つばさキャット 其ノ肆 | Tsubasa Kyatto Sono Yon  | 23 février 2010       |
| 15 | Tsubasa Cat, Partie cinq    | つばさキャット 其ノ伍 | Tsubasa Kyatto Sono Go   | 25 juin 2010          |

### Nisemonogatari
| No | Titre français                 | Titre japonais            | Titre japonais               | Date de 1re diffusion |
| No | Titre français                 | Kanji                     | Rōmaji                       | Date de 1re diffusion |
| -- | ------------------------------ | ------------------------- | ---------------------------- | --------------------- |
| 01 | Karen Bee, Partie une          | かれんビー 其ノ壹         | Karen Bī Sono Ichi           | 7 janvier 2012        |
| 02 | Karen Bee, Partie deux         | かれんビー 其ノ貳         | Karen Bī Sono Ni             | 14 janvier 2012       |
| 03 | Karen Bee, Partie trois        | かれんビー 其ノ參         | Karen Bī Sono San            | 20 janvier 2012       |
| 04 | Karen Bee, Partie quatre       | かれんビー 其ノ肆         | Karen Bī Sono Yon            | 27 janvier 2012       |
| 05 | Karen Bee, Partie cinq         | かれんビー 其ノ伍         | Karen Bī Sono Go             | 4 février 2012        |
| 06 | Karen Bee, Partie six          | かれんビー 其ノ陸         | Karen Bī Sono Roku           | 11 février 2012       |
| 07 | Karen Bee, Partie sept         | かれんビー 其ノ漆         | Karen Bī Sono Nana           | 18 février 2012       |
| 08 | Tsukihi Phoenix, Partie une    | つきひフェニックス 其ノ壹 | Tsukihi Fenikkusu, Sono Ichi | 25 février 2012       |
| 09 | Tsukihi Phoenix, Partie deux   | つきひフェニックス 其ノ貳 | Tsukihi Fenikkusu, Sono Ni   | 3 mars 2012           |
| 10 | Tsukihi Phoenix, Partie trois  | つきひフェニックス 其ノ參 | Tsukihi Fenikkusu, Sono San  | 10 mars 2012          |
| 11 | Tsukihi Phoenix, Partie quatre | つきひフェニックス 其ノ肆 | Tsukihi Fenikkusu, Sono Yon  | 17 mars 2012          |

### Nekomonogatari (Noir)
| No | Titre français                | Titre japonais          | Titre japonais           | Date de 1re diffusion |
| No | Titre français                | Kanji                   | Rōmaji                   | Date de 1re diffusion |
| -- | ----------------------------- | ----------------------- | ------------------------ | --------------------- |
| 01 | Tsubasa Family, Partie une    | つばさファミリー 其ノ壹 | Tsubasa Famirī Sono Ichi | 31 décembre 2012      |
| 02 | Tsubasa Family, Partie deux   | つばさファミリー 其ノ貳 | Tsubasa Famirī Sono Ni   | 31 décembre 2012      |
| 03 | Tsubasa Family, Partie trois  | つばさファミリー 其ノ參 | Tsubasa Famirī Sono San  | 31 décembre 2012      |
| 04 | Tsubasa Family, Partie quatre | つばさファミリー 其ノ肆 | Tsubasa Famirī Sono Yon  | 31 décembre 2012      |

### Monogatari: Seconde saison
| No | Titre français                | Titre japonais          | Titre japonais          | Date de 1re diffusion |
| No | Titre français                | Kanji                   | Rōmaji                  | Date de 1re diffusion |
| -- | ----------------------------- | ----------------------- | ----------------------- | --------------------- |
| 01 | Tsubasa Tiger, Partie une     | つばさタイガー 其ノ壹   | Tsubasa Taigā Sono Ichi | 6 juillet 2013        |
| 02 | Tsubasa Tiger, Partie deux    | つばさタイガー 其ノ貳   | Tsubasa Taigā Sono Ni   | 7 juillet 2013        |
| 03 | Tsubasa Tiger, Partie trois   | つばさタイガー 其ノ參   | Tsubasa Taigā Sono San  | 10 juillet 2013       |
| 04 | Tsubasa Tiger, Partie quatre  | つばさタイガー 其ノ肆   | Tsubasa Taigā Sono Yon  | 17 juillet 2013       |
| 05 | Tsubasa Tigre, Partie cinq    | つばさタイガー 其ノ伍   | Tsubasa Taigā Sono Go   | 3 août 2013           |
| 06 | Résumé 01                     | 総集編Ⅰ                 | Sōshūhen I              | 10 août 2013          |
| 07 | Mayoi Jiangshi, Partie une    | まよいキョンシー 其ノ壹 | Mayoi Kyonshī Sono Ichi | 17 août 2013          |
| 08 | Mayoi Jiangshi, Partie deux   | まよいキョンシー 其ノ貳 | Mayoi Kyonshī Sono Ni   | 24 août 2013          |
| 09 | Mayoi Jiangshi, Partie trois  | まよいキョンシー 其ノ參 | Mayoi Kyonshī Sono San  | 31 août 2013          |
| 10 | Mayoi Jiangshi, Partie quatre | まよいキョンシー 其ノ肆 | Mayoi Kyonshī Sono Yon  | 7 septembre 2013      |
| 11 | Résumé 02                     | 総集編Ⅱ                 | Sōshūhen II             | 14 septembre 2013     |
| 12 | Nadeko Medusa, Partie une     | なでこメドゥーサ 其ノ壹 | Nadeko Medūsa Sono Ichi | 21 septembre 2013     |
| 13 | Nadeko Medusa, Partie deux    | なでこメドゥーサ 其ノ貳 | Nadeko Medūsa Sono Ni   | 28 septembre 2013     |
| 14 | Nadeko Medusa, Partie trois   | なでこメドゥーサ 其ノ參 | Nadeko Medūsa Sono San  | 5 octobre 2013        |
| 15 | Nadeko Medusa, Partie quatre  | なでこメドゥーサ 其ノ肆 | Nadeko Medūsa Sono Yon  | 12 octobre 2013       |
| 16 | Résumé 03                     | 総集篇Ⅲ                 | Sōshūhen III            | 19 octobre 2013       |
| 17 | Shinobu Time, Partie une      | しのぶタイム 其ノ壹     | Shinobu Taimu Sono Ichi | 26 octobre 2013       |
| 18 | Shinobu Time, Partie deux     | しのぶタイム 其ノ貳     | Shinobu Taimu Sono Ni   | 2 novembre 2013       |
| 19 | Shinobu Time, Partie trois    | しのぶタイム 其ノ參     | Shinobu Taimu Sono San  | 9 novembre 2013       |
| 20 | Shinobu Time, Partie quatre   | しのぶタイム 其ノ肆     | Shinobu Taimu Sono Yon  | 16 novembre 2013      |
| 21 | Hitagi End, Partie une        | ひたぎエンド 其ノ壹     | Hitagi Endo Sono Ichi   | 23 novembre 2013      |
| 22 | Hitagi End, Partie deux       | ひたぎエンド 其ノ貳     | Hitagi Endo Sono Ni     | 30 novembre 2013      |
| 23 | Hitagi End, Partie trois      | ひたぎエンド 其ノ參     | Hitagi Endo Sono San    | 7 décembre 2013       |
| 24 | Hitagi End, Partie quatre     | ひたぎエンド 其ノ肆     | Hitagi Endo Sono Yon    | 14 décembre 2013      |
| 25 | Hitagi End, Partie cinq       | ひたぎエンド 其ノ伍     | Hitagi Endo Sono Go     | 21 décembre 2013      |
| 26 | Hitagi End, Partie six        | ひたぎエンド 其ノ陸     | Hitagi Endo Sono Roku   | 28 décembre 2013      |

### Hanamonogatari
| No | Titre français              | Titre japonais      | Titre japonais          | Date de 1re diffusion |
| No | Titre français              | Kanji               | Rōmaji                  | Date de 1re diffusion |
| -- | --------------------------- | ------------------- | ----------------------- | --------------------- |
| 01 | Suruga Devil, Partie une    | するがデビル 其ノ壹 | Suruga Debiru Sono Ichi | 16 août 2014          |
| 02 | Suruga Devil, Partie deux   | するがデビル 其ノ貳 | Suruga Debiru Sono Ni   | 16 août 2014          |
| 03 | Suruga Devil, Partie trois  | するがデビル 其ノ參 | Suruga Debiru Sono San  | 16 août 2014          |
| 04 | Suruga Devil, Partie quatre | するがデビル 其ノ肆 | Suruga Debiru Sono Yon  | 16 août 2014          |
| 05 | Suruga Devil, Partie cinq   | するがデビル 其ノ伍 | Suruga Debiru Sono Go   | 16 août 2014          |

### Tsukimonogatari
| No | Titre français              | Titre japonais      | Titre japonais         | Date de 1re diffusion |
| No | Titre français              | Kanji               | Rōmaji                 | Date de 1re diffusion |
| -- | --------------------------- | ------------------- | ---------------------- | --------------------- |
| 01 | Yotsugi Doll, Partie une    | よつぎドール 其ノ壹 | Yotsugi Dōru Sono Ichi | 31 décembre 2014      |
| 02 | Yotsugi Doll, Partie deux   | よつぎドール 其ノ貳 | Yotsugi Dōru Sono Ni   | 31 décembre 2014      |
| 03 | Yotsugi Doll, Partie trois  | よつぎドール 其ノ參 | Yotsugi Dōru Sono San  | 31 décembre 2014      |
| 04 | Yotsugi Doll, Partie quatre | よつぎドール 其ノ肆 | Yotsugi Dōru Sono Yon  | 31 décembre 2014      |

### Owarimonogatari
| No | Titre français              | Titre japonais            | Titre japonais           | Date de 1re diffusion |
| No | Titre français              | Kanji                     | Rōmaji                   | Date de 1re diffusion |
| -- | --------------------------- | ------------------------- | ------------------------ | --------------------- |
| 01 | Ōgi Formula, Partie une     | おうぎフォーミュラ 其ノ壹 | Ōgi Fōmyura Sono Ichi    | 3 octobre 2015        |
| 02 | Ōgi Formula, Partie deux    | おうぎフォーミュラ 其ノ貳 | Ōgi Fōmyura Sono Ni      | 3 octobre 2015        |
| 03 | Sodachi Riddle, Partie une  | そだちリドル 其ノ壹       | Sodachi Ridaru Sono Ichi | 10 octobre 2015       |
| 04 | Sodachi Riddle, Partie deux | そだちリドル 其ノ貳       | Sodachi Ridaru Sono Ni   | 17 octobre 2015       |
| 05 | Sodachi Lost, Partie une    | そだちロスト 其ノ壹       | Sodachi Rosuto Sono Ichi | 24 octobre 2015       |
| 06 | Sodachi Lost, Partie deux   | そだちロスト 其ノ貳       | Sodachi Rosuto Sono Ni   | 31 octobre 2015       |
| 07 | Sodachi Lost, Partie trois  | そだちロスト 其ノ參       | Sodachi Rosuto Sono San  | 7 novembre 2015       |
| 08 | Shinobu Mail, Partie une    | しのぶメイル 其ノ壹       | Shinobu Meiru Sono Ichi  | 14 novembre 2015      |
| 09 | Shinobu Mail, Partie deux   | しのぶメイル 其ノ貳       | Shinobu Meiru Sono Ni    | 21 novembre 2015      |
| 10 | Shinobu Mail, Partie trois  | しのぶメイル 其ノ參       | Shinobu Meiru Sono San   | 28 novembre 2015      |
| 11 | Shinobu Mail, Partie quatre | しのぶメイル 其ノ肆       | Shinobu Meiru Sono Yon   | 5 décembre 2015       |
| 12 | Shinobu Mail, Partie cinq   | しのぶメイル 其ノ伍       | Shinobu Meiru Sono Go    | 12 décembre 2015      |
| 13 | Shinobu Mail, Partie six    | しのぶメイル 其ノ陸       | Shinobu Meiru Sono Roku  | 19 décembre 2015      |

### Koyomimonogatari
| No | Titre français        | Titre japonais   | Titre japonais   | Date de 1re diffusion |
| No | Titre français        | Kanji            | Rōmaji           | Date de 1re diffusion |
| -- | --------------------- | ---------------- | ---------------- | --------------------- |
| 01 | La pierre de Koyomi   | こよみストーン   | Koyomi Sutōn     | 10 janvier 2016       |
| 02 | La fleur de Koyomi    | こよみフラワー   | Koyomi Furawā    | 17 janvier 2016       |
| 03 | Le sable de Koyomi    | こよみサンド     | Koyomi Sando     | 24 janvier 2016       |
| 04 | L'eau de Koyomi       | こよみウォーター | Koyomi Wōtā      | 31 janvier 2016       |
| 05 | Le vent de Koyomi     | こよみウインド   | Koyomi Uindo     | 7 février 2016        |
| 06 | L'arbre de Koyomi     | こよみツリー     | Koyomi Tsuri     | 14 février 2016       |
| 07 | Le thé de Koyomi      | こよみティー     | Koyomi Tī        | 21 février 2016       |
| 08 | La montagne de Koyomi | こよみマウンテン | Koyomi Maunten   | 28 février 2016       |
| 09 | Le torus de Koyomi    | こよみトーラス   | Koyomi Tōrasu    | 6 mars 2016           |
| 10 | La graine de Koyomi   | こよみシード     | Koyomi Shīdo     | 13 mars 2016          |
| 11 | Le néant de Koyomi    | こよみナッシング | Koyomi Nasshingu | 20 mars 2016          |
| 12 | La mort de Koyomi     | こよみデッド     | Koyomi Deddo     | 27 mars 2016          |

### Kizumonogatari
| No | Titre français                        | Titre japonais    | Titre japonais                   | Date de 1re diffusion |
| No | Titre français                        | Kanji             | Rōmaji                           | Date de 1re diffusion |
| -- | ------------------------------------- | ----------------- | -------------------------------- | --------------------- |
| 01 | Kizumonogatari I : Sang d'acier       | 傷物語〈Ⅰ鉄血篇〉 | Kizumonogatari I: Tekketsu-hen   | 8 janvier 2016        |
| 02 | Kizumonogatari II : Sang bouillonnant | 傷物語〈Ⅱ熱血篇〉 | Kizumonogatari II: Nekketsu-hen  | 19 août 2016          |
| 03 | Kizumonogatari III : Sang Glacial     | 傷物語〈Ⅲ冷血篇〉 | Kizumonogatari III: Reiketsu-hen | 6 janvier 2017        |

### Owarimonogatari II
| No | Titre français                 | Titre japonais          | Titre japonais           | Date de 1re diffusion |
| No | Titre français                 | Kanji                   | Rōmaji                   | Date de 1re diffusion |
| -- | ------------------------------ | ----------------------- | ------------------------ | --------------------- |
| 01 | Mayoi Hell, Partie une         | まよいヘル 其ノ壹       | Mayoi Heru Sono Ichi     | 12 août 2017          |
| 02 | Mayoi Hell, Partie deux        | まよいヘル 其ノ貳       | Mayoi Heru Sono Ni       | 12 août 2017          |
| 03 | Hitagi Rendezvous, Partie une  | ひたぎランデブー 其ノ壹 | Hitagi Randevū Sono Ichi | 12 août 2017          |
| 04 | Hitagi Rendezvous, Partie deux | ひたぎランデブー 其ノ貳 | Hitagi Randevū Sono Ni   | 12 août 2017          |
| 05 | Ōgi Dark, Partie une           | おうぎダーク 其ノ壹     | Ōgi Dāku Sono Ichi       | 13 août 2017          |
| 06 | Ōgi Dark, Partie deux          | おうぎダーク 其ノ貳     | Ōgi Dāku Sono Ni         | 13 août 2017          |
| 07 | Ōgi Dark, Partie trois         | おうぎダーク 其ノ參     | Ōgi Dāku Sono San        | 13 août 2017          |

### Zoku Owarimonogatari
| No | Titre français                | Titre japonais        | Titre japonais          | Date de 1re diffusion |
| No | Titre français                | Kanji                 | Rōmaji                  | Date de 1re diffusion |
| -- | ----------------------------- | --------------------- | ----------------------- | --------------------- |
| 01 | Koyomi Reverse, Partie une    | こよみリバース 其ノ壹 | Koyomi Ribāsu Sono Ichi | 18 mai 2019           |
| 02 | Koyomi Reverse, Partie deux   | こよみリバース 其ノ貳 | Koyomi Ribāsu Sono Ni   | 25 mai 2019           |
| 03 | Koyomi Reverse, Partie trois  | こよみリバース 其ノ參 | Koyomi Ribāsu Sono San  | 1er juin 2019         |
| 04 | Koyomi Reverse, Partie quatre | こよみリバース 其ノ肆 | Koyomi Ribāsu Sono Yon  | 8 juin 2019           |
| 05 | Koyomi Reverse, Partie cinq   | こよみリバース 其ノ伍 | Koyomi Ribāsu Sono Go   | 15 juin 2019          |
| 06 | Koyomi Reverse, Partie six    | こよみリバース 其ノ陸 | Koyomi Ribāsu Sono Roku | 22 juin 2019          |

### Monogatari Series: Off & Monster Season
| No | Titre français                 | Titre japonais                   | Titre japonais                               | Date de 1re diffusion |
| No | Titre français                 | Kanji                            | Rōmaji                                       | Date de 1re diffusion |
| --- | ------------------------------ | -------------------------------- | -------------------------------------------- | --------------------- |
| 1 | Tsukihi Undo                   | 愚物語 つきひアンドゥ            | OROKAMONOGATARI Tsukihi Undo                 | 6 juillet 2024        |
| 2 | Nadeko Draw - Partie 1         | 撫物語 なでこドロー 其ノ壹       | NADEMONOGATARI Nadeko Draw Part One          | 13 juillet 2024       |
| 3 | Nadeko Draw - Partie 2         | 撫物語 なでこドロー 其ノ貮       | NADEMONOGATARI Nadeko Draw Part Two          | 20 juillet 2024       |
| 4 | Nadeko Draw - Partie 3         | 撫物語 なでこドロー 其ノ參       | NADEMONOGATARI Nadeko Draw Part Three        | 27 juillet 2024       |
| 5 | Nadeko Draw - Partie 4         | 撫物語 なでこドロー 其ノ肆       | NADEMONOGATARI Nadeko Draw Part Four         | 3 aout 2024           |
| 6 | Nadeko Draw - Partie 5         | 撫物語 なでこドロー 其ノ伍       | NADEMONOGATARI Nadeko Draw Part Five         | 10 aout 2024          |
| 6,5 | La sublime princesse           |                                  |                                              | 17 aout 2024          |
| Histoire courte centrée sur la princesse Acérola avant sa transformation en vampire légendaire, 500 ans dans le passé. |                                |                                  |                                              |                       |
| 7 | Acerola bon appétit - Partie 1 | 業物語 あせろらボナペティ 其ノ壹 | WAZAMONOGATARI Acerola Bon Appétit Part One  | 24 aout 2024          |
| 8 | Acerola bon appétit - Partie 2 | 業物語 あせろらボナペティ 其ノ貮 | WAZAMONOGATARI Acerola Bon Appétit Part Two  | 31 aout 2024          |
| 9 | Shinobu Mustard – Partie 1     | 忍物語 しのぶマスタード 其ノ壹   | SHINOBUMONOGATARI Shinobu Mustard Part One   | 14 septembre 2024     |
| 10 | Shinobu Mustard – Partie 2     | 忍物語 しのぶマスタード 其ノ貮   | SHINOBUMONOGATARI Shinobu Mustard Part Two   | 21 septembre 2024     |
| 11 | Shinobu Mustard – Partie 3     | 忍物語 しのぶマスタード 其ノ參   | SHINOBUMONOGATARI Shinobu Mustard Part Three | 28 septembre 2024     |
| 12 | Shinobu Mustard – Partie 4     | 忍物語 しのぶマスタード 其ノ肆   | SHINOBUMONOGATARI Shinobu Mustard Part Four  | 5 octobre 2024        |
| 13 | Shinobu Mustard – Partie 5     | 忍物語 しのぶマスタード 其ノ伍   | SHINOBUMONOGATARI Shinobu Mustard Part Five  | 12 octobre 2024       |
| 14 | Shinobu Mustard – Partie 6     | 忍物語 しのぶマスタード 其ノ陸   | SHINOBUMONOGATARI Shinobu Mustard Part Six   | 19 octobre 2024       |